# HATS-24 b
HATS-24 b — газовая экзопланета в системе HATS-24 F-типа, открытая космическим телескопом HATSouth в 2016 году.
Планета была признана газовым гигантом, подобным Юпитеру.

## Характеристики и звездная система
Экзопланета HATS-24 b находится в звездной системе HATS-24.
HATS-24 b значительно приближен к HATS-24, поэтому на объекте предполагаются высокие перепады температуры.